# Сен-Мішель-де-Морієн (кантон)
Сен-Мішель-де-Морієнн — колишній кантон Франції, розташована в департаменті Савоя та регіоні Рона-Альпи.
Він зник у 2015 році після кантонального перерозподілу в 2014 році, об'єднавшись з кантоном Модан.